# SAP SE

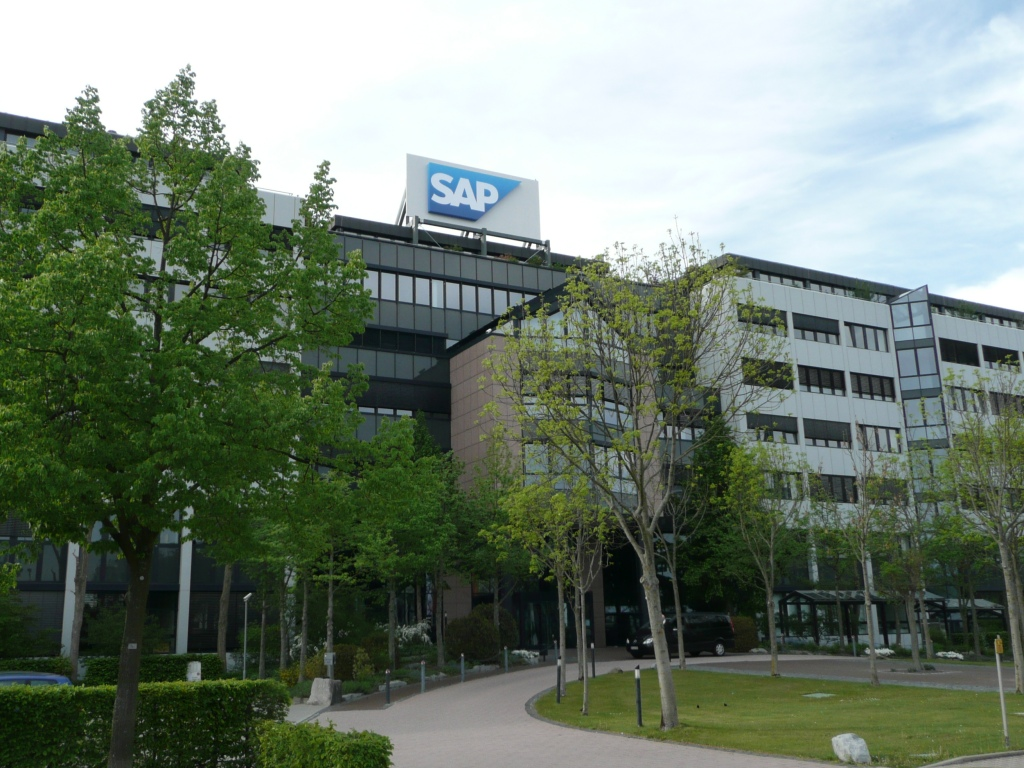
회사 전경.

SAP(/ˌɛs.eɪˈpiː/)(System Analysis Program Development(Systemanalyse Programmentwicklung))는 1972년 독일 만하임에서 IBM 출신 엔지니어 5인이 설립한 회사이다. SAP의 업무용 애플리케이션 소프트웨어 분야 시장 점유율은 전 세계에서 가장 크며 SAP SE는 독일 시가총액 1위 기업이다.
SAP은 데이터베이스를 이용하여 통합된 업무용 애플리케이션을 개발하였으며, 오늘날 IBM이나 마이크로소프트 등과 같은 많은 기업들이 SAP 제품을 사용한다. SAP의 전사적 자원 관리는 재무, 인사, 제조, 영업, 물류/유통, 설비 및 공사관리 기능뿐만 아니라 문서들이 자동적으로 사용자들에게 전달되는 워크플로우 기능도 제공한다. 또한 기술적으로 클라이언트/서버 모델을 채용하였으며, 윈도 NT부터 IBM 메인프레임에 이르는 대부분의 운영체제 플랫폼을 지원한다. 현재 SAP은 산업별 솔루션, 비즈니스 웨어하우스(Business Warehouse), 고객관계관리(CRM)와 같은 특성화된 제품 개발과 비즈니스 파트너와의 업무협조를 통해 ERP 및 기업용 정보시스템을 제공하면서 고객을 위한 성공적이고 효율적인 비즈니스 프로세서 리엔지니어링을 실현하고 있다.
2014년 SAP는 AG를 유럽 회사(Societas Europaea)를 의미하는 SE로 변경하였다. 인 메모리 데이터베이스인 SAP HANA가 주력 상품 중 하나이다.

## SAP ERP

### Release
- SAP R/1 System RF: 1973
- SAP R/2 Mainframe System: 1979
- SAP R/3 Enterprise Edition 1.0 A: 1992.7
- SAP R/3 Enterprise Edition 3.0B (SAP R/3 4.0B): 1998.4
- SAP R/3 Enterprise Edition 3.1l (SAP R/3 3.1I): 1998.5
- SAP R/3 Enterprise Edition 4.3 (SAP R/3 4.3): 1998.6
- SAP R/3 Enterprise Edition 4.5B (SAP R/3 4.5B): 1999.3
- SAP R/3 Enterprise Edition 4.6B (SAP R/3 4.6B): 1999.12
- SAP R/3 Enterprise Edition 4.6C (SAP R/3 4.6C): 2000.4
- SAP R/3 Enterprise Edition 4.6F
- SAP R/3 ENTERPRISE 47X110: 2002.7
- SAP R/3 ENTERPRISE 47X200: 2003.9
- SAP ERP Central Component (ECC) 5.0: 2004.6
- SAP ERP Central Component (ECC) 6.0: 2005.10
- SAP S4 HANA 1511 : 2015.11
- SAP S4 HANA 1610 : 2016.10
- SAP S4 HANA 1709 : 2017.9
- SAP S4 HANA 1809 : 2018.9